# Campeonato de Australasia 1924
Lista de los campeones del Abierto de Australia de 1924:

## Individual masculino
James Anderson (AUS) d. Richard Schlesinger (AUS),  6–3, 6–4, 3–6, 5–7, 6–3

## Individual femenino
Sylvia Lance Harper (AUS) d. Esna Boyd Robertson (AUS), 6–3, 3–6, 8–6

## Dobles masculino
James Anderson/Norman Brookes (AUS)

## Dobles femenino
Sylvia Lance Harper (AUS)/Daphne Akhurst Cozens (AUS)

## Dobles mixto
Daphne Akhurst Cozens (AUS)/Jim Willard (AUS)
| Predecesor: 1923                                       | Abierto de Australia 1924 | Sucesor: 1925                         |
| Predecesor: Campeonato nacional de Estados Unidos 1923 | Grand Slam 1924           | Sucesor: Campeonato de Wimbledon 1924 |

- Datos: Q2714914